# Baldwin Bluff
Das Baldwin Bluff ist ein Felsenkliff im ostantarktischen Viktorialand. Es ragt in den Admiralitätsbergen entlang der Südwestflanke des Ironside-Gletschers in einer Entfernung von 8 km südwestlich des Gipfels von Mount Whewell auf.
Der United States Geological Survey kartierte das Kliff anhand eigener Vermessungen und Luftaufnahmen der United States Navy aus den Jahren zwischen 1960 und 1964. Das Advisory Committee on Antarctic Names benannte es im Jahr 1970 nach dem US-amerikanischen Biologen Howard A. Baldwin, der zwischen 1966 und 1967 auf der McMurdo-Station tätig war.